# ريتشارد بنز
ريتشارد بنز (بالألمانية: Richard Benz)‏ (و. 1884 – 1966 م) هو مؤرخ، وكاتب من ألمانيا، ومملكة ساكسونيا، ولد في رايشنباخ إم فوغتلاند، كان عضوًا في أكاديمية هايدلبرغ للعلوم والعلوم الإنسانية (منذ 1954)، توفي في هايدلبرغ، عن عمر يناهز 82 عاماً.

## التعليم
تعلم في جامعة هايدلبرغ
.

## جوائز
حصل على جوائز منها:
- جائزة روتشلين  [لغات أخرى]‏ (1961)
- وسام صليب القائد من رتبة استحقاق من جمهورية ألمانيا الاتحادية (1959)

## روابط خارجية
- ريتشارد بنز على موقع مونزينجر (الألمانية)